# Twarz
Pour plus de détails, voir Fiche technique et Distribution.
Twarz (litt. « Affronter ») est un film polonais coécrit, coproduit et réalisé par Małgorzata Szumowska, sorti en 2018.
Il est sélectionné et présenté en compétition officielle à la Berlinale 2018, où il remporte le grand prix du jury.

## Fiche technique
Sauf indication contraire, les informations mentionnées dans cette section peuvent être confirmées par la base de données cinématographiques IMDb,  présente dans la section « Liens externes ».
- Titre polonais et français : Twarz
- Réalisation : Małgorzata Szumowska
- Scénario : Michał Englert et Małgorzata Szumowska
- Musique : Adam Walicki
- Décors : Andrzej Górnisiewicz
- Costumes : Julia Jarża-Brataniec et Katarzyna Lewińska
- Photographie : Michał Englert
- Montage : Jacek Drosio
- Production : Jacek Drosio, Michal Englert et Malgorzata Szumowska
- Production déléguée : Inga Kruk
- Coproduction : Izabela Helbin, Tomasz Karczewski, Maciej Kubiak, Marcin Piasecki, Jaroslaw Sawko, Piotr Sikora, Marciej Slusarek et Anna Wasniewska-Gill
- Sociétés de production : Nowhere ; DI Factory, Dreamsound Studio, Kino Swiat, Krakowskie Biuro Festiwalowe, Lesnodorski Slusarek i Wspólnicy, Narodowy Instytut Audiowizualny, Piramida Film et Platige Films (coproductions)
- Pays de production :  Pologne
- Langue originale : polonais
- Format : couleur - 35 mm - 2,35:1
- Genre : drame
- Durée : 91 minutes
- Dates de sortie :
  - Allemagne : 23 février 2018 (avant-première à la Berlinale)
  - Pologne : 6 avril 2018

## Distribution
- Mateusz Kosciukiewicz : Jacek
- Agnieszka Podsiadlik : Ła sœur de Jacek
- Małgorzata Gorol : Dagmara
- Roman Gancarczyk : le prêtre
- Dariusz Chojnacki : le frère de Jacek
- Robert Talarczyk : le beau-frère de Jacek
- Anna Tomaszewska : la mère de Jacek
- Martyna Krzysztofik : Ła belle-sœur de Jacek
- Marek Kalita : l'exorciste

## Distinctions
- Berlinale 2018 : grand prix du jury
- Festival de cinéma européen des Arcs 2018 : prix du Jury Jeune[2],[3].